# Fallturm Bremen

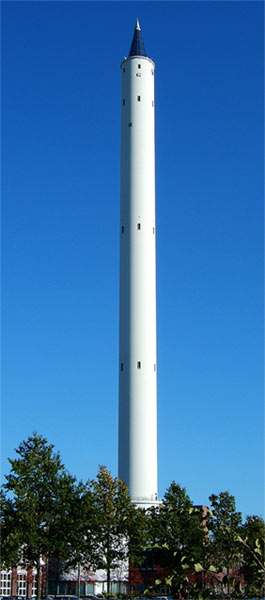
Fallturm Bremen

Fallturm Bremen (česky doslova Padací věž Brémy) je věž, která slouží k pokusům v krátkodobém stavu beztíže (přesněji mikrogravitaci). Je hlavní laboratoří ZARM - Centra pro aplikované vesmírné technologie a mikrogravitaci na Univerzitě Brémy. Do provozu byla uvedena v roce 1990. Výška betonové věže je 146 m, její průměr je 8 m.
Uvnitř betonové věže je instalována samostatně stojící ocelová roura o průměru 3,5 m a výšce 120 m. Tím, že ocelová roura není spojena s betonovou konstrukcí je zajištěno, že experimentální zařízení nebude ovlivněno vnějšími vlivy. Například působením větru se vrchol věže může naklánět až o 10 cm.
Zařízení využívá skutečnosti, že při volném pádu jsou tělesa ve stavu beztíže, pokud na ně nepůsobí odpor vzduchu. Aby se eliminoval odpor vzduchu, je vzduch z ocelové roury odčerpán na tlak asi 10 Pa, tj. 1/10 000 normálního atmosférického tlaku. Díky tomu lze dosáhnout mikrogravitace, která je v některých aspektech kvalitnější než na Mezinárodní vesmírné stanici, jde tedy o ekonomickou a dostupnou alternativu k experimentům v kosmu.
Experimenty jsou umístěny v hermetické kapsli o průměru 0,8 m a výšce 2,5 m. Maximální délka volného pádu je 110 m, kapsle během 4,74 sekundy dosáhne rychlosti 168 km/h, poté je bezpečně zachycena v brzdicí komoře naplněné do výšky 8 m polystyrenovými kuličkami. V roce 2004 byl pod experimentální rourou instalován pneumatický katapult, který dokáže během 0,25 sekundy udělit kapsli rychlost až 168 km/h směrem vzhůru, čímž se doba experimentu může prodloužit až na 9,3 sekundy.
Věž mimo jiné slouží jako turistická atrakce.